# اسدآباد (تربت حیدریه)
اسدآباد یکی از روستاهای استان خراسان رضوی است که در د بخش جلگه‌رخ شهرستان تربت حیدریه در میان جاده اسدآباد واقع شده‌است.

## جمعیت
بر اساس سرشماری سال ۱۳۸۵ جمعیت این روستا ۷۵۱ نفر (۱۹۲ خانوار) 
بوده است.